# Deadwing
Deadwing ist das achte Studioalbum der Band Porcupine Tree, das am 28. März 2005 bei Lava Records veröffentlicht wurde.

## Geschichte
Deadwing ist der Nachfolger des 2002 erschienenen Albums In Absentia. Es basiert auf einem Drehbuch, welches Steven Wilson gemeinsam mit Mike Bennion schrieb, und ist im Wesentlichen eine Gespenstergeschichte. Wilson sagte, er habe sich gewünscht, dass das Drehbuch später einmal zu einem Film werde, doch bis jetzt ist dies noch nicht der Fall. Zu dem Album spielte die Band eine Welttournee, die ungefähr zwei Jahre anhielt. Außerdem veröffentlichte die Band zu Deadwing ihr erstes Live-Album mit dem Namen Arriving Somewhere..., welches am 11. und 12. Oktober 2005 in Chicago aufgenommen und später veröffentlicht wurde.

## Titelliste
1. Deadwing
2. Shallow
3. Lazarus
4. Halo
5. Arriving Somewhere but Not Here
6. Mellotron Scratch
7. Open Car
8. The Start of Something Beautiful
9. Glass Arm Shattering

Zu Lazarus, The Start of Something Beautiful und Glass Arm Shattering gibt es jeweils ein Musikvideo.

## Kollaborationen
Auf dem Album sind zwei Gastmusiker zu hören. Der ehemalige Gitarrist und Sänger von King Crimson Adrian Belew spielte auf den Liedern Deadwing und Halo Gitarrensolos. Außerdem spielte der Gitarrist und Sänger von Opeth Mikael Akerfeldt das zweite Gitarrensolo auf Arriving Somewhere But Not Here und sang im Hintergrund auf den Liedern Deadwing, Lazarus und Arriving Somewhere But Not Here.

## Rezeption
Die britische Musikzeitschrift Classic Rock kürte das Album im Juli 2010 zu einem der 50 Musikalben, die den Progressive Rock prägten.